# Аржавкин, Александр Фёдорович
Александр Федорович Аржавкин (6 [18] апреля 1909, Ярцево, Смоленская губерния — 16 сентября 1965, Ленинград) — советский военачальник ВМФ СССР, контр-адмирал (1951).

## Биография

### Довоенное время
Родился 18 апреля 1909 года в городе Ярцево, ныне Смоленской области, до 1922 года он носил фамилию Зайченков.
В 1931 году вступает в ВКП(б).
С июня 1932 по апрель 1936 года учился в Училище береговой обороны Морских сил РККА имени ЛКСМУ в Севастополе.
После окончания училища был направлен на Черноморский флот ВМФ СССР, командовал батареей сторожевого корабля «Шторм» (август 1936 — март 1937 года) и на лидере эскадренных миноносцев «Харьков» (март — июль 1937 года).
В июле 1937 — апреле 1938 года служил начальником отделения отдела командно-начальствующего состава штаба Черноморского флота.
В апреле-октябре 1938 года был командиром БЧ-2 и временно исполнял обязанности помощника командира эсминца «Быстрый».
С марта 1939 по июнь 1941 года обучался на командном факультете Военно-морской академии имени К. Е. Ворошилова и с началом Великой Отечественной войны был досрочно выпущен.

### Великая Отечественная война
1941 год
В июне-июле 1941 года командир по мобилизационной части 1-го отделения мобилизационного отдела 2-го Управления Главного морского штаба ВМФ.
В июле-декабре 1941 года командовал канонерской лодкой «Федосеенко» учебного отряда кораблей Волжской военной флотилии.
1942 год
Позднее до июля 1942 года являлся начальником штаба и командиром дивизиона бронекатеров 2-й бригады речных кораблей Волжской военной флотилии. В начале прорыва немцев к Волге севернее Сталинграда был создан отряд бронекатеров и катеров-тральщиков под командованием капитан-лейтенанта Аржавкина. Отряд оказал значительную поддержку левому флангу Донского фронта.
1 сентября 1942 года капитан-лейтенант Аржавкин прибыл с отрядом бронекатеров Волжской военной флотилии для взаимодействия с частями 66-й армии. 18—19 сентября отряд бронекатеров Аржавкина поддерживал наступление 451-й стрелковой дивизии.
С июля 1942 до мая 1943 года командир отдельного дивизиона тральщиков, затем дивизиона катеров-тральщиков 2-й бригады траления.
1943 год
С мая 1943 года командовал 6-м дивизионом 2-й бригады тральщиков Волжской военной флотилии.

Командующий флотилией Ю. А. Пантелеев писал в воспоминаниях о событиях лета 1943 года: «Мне особенно запомнился командир 6-го дивизиона капитан-лейтенант А. Ф. Аржавкин. Он дневал и ночевал на реке, переходя с корабля на корабль. Узнав о приближении вражеских самолетов, Аржавкин успел подтянуть свои корабли к рейду, и они также приняли участие в отражении налета».

В боях на Сталинградском фронте показал себя исключительно смелым и инициативным командиром, воспитавшим десятки бесстрашных бойцов. Он смело отражал неоднократные атаки вражеских самолетов на сопровождаемые его тральщиками суда. В районе Горный Балыклей Балыклейского района под его руководством спасено из затонувших барж свыше 500 минометов и огромное количество армейского обмундирования. Во время ожесточенных боев у Сталинграда руководил приданными бронекатерами, провел ряд огневых налетов на противника у деревни Томилино и перебрасывал через Волгу части Красной Армии, оказывал большую помощь наступающим частям.
Приказом командующего Волжской военной флотилии контр-адмирала Рогачева № 2/н от 29 января 1943 года командир 2-го дивизиона катеров тральщиков отдельной бригады траления капитан-лейтенант Аржавкин награждён орденом Красной Звезды (№ 74730)
Участвуя в Сталинградской битве, тральщики под его командованием обезвредили 143 вражеские мины, за что капитан 3 ранга Аржавкин, Приказом командующего Волжской военной флотилии контр-адмирала Пантелеева № 16/н от 13 августа 1943 года, награждён орденом Отечественной войны I степени.
Осенью 1943 года для поддержки войск Северо-Западного фронта на озере Ильмень был создан отряд из минных катеров, сторожевых катеров и полуглиссеров, который возглавил Аржавкин, позднее к ним присоединили несколько вооруженных парусных шхун. Ильменскому отряду следовало осуществлять активную оборону побережья озера, нападения на коммуникации противника и разведку в тылу врага. Флотилия базировалась в устье Ловати. Она сразу оказала влияние на перевозки противника. Немцы располагали 16 вооруженными быстроходными моторными шхунами. Парусные суда противника свободно двигались по озеру и даже корректировали огонь полевой артиллерии. Однако уже в сентябре неприятелю пришлось сократить перевозки: моряки захватили несколько шхун, а 8 октября флотилия нанесла удар по базе вражеской флотилии в Устреке. По данным разведки, в базе были истреблены 43 парусных судна и несколько катеров. После этого противник стал проводить суда под берегом, в зоне действия своей артиллерии. Капитан 3-го ранга Аржавкин с августа 1943 по июнь 1944 года командовал 25-м отдельным дивизионом на озере Ильмень. В октябре на берег озера были высажены несколько разведывательных групп. Последнюю высадку моряки провели 7 ноября. Зимой моряков, ремонтировавших корабли, неоднократно привлекали к действиям на суше. В январе 1944 года войска Волховского фронта форсировали реку Волхов и освободили Новгород. Моряки Ильменского соединения кораблей в феврале помогали очищать от противника южный берег озера.
За участие в этой операции Приказом командующего 1-й ударной армии гвардии генерал-лейтенанта Короткова № 030 от 28 января 1944 года командир 2-го дивизиона катеров тральщиков отдельной бригады траления капитан 3 ранга Аржавкин награждён орденом Александра Невского.
1944 год
Весной 1944 года отряд кораблей капитана 2-го ранга Аржавкина перешел с озера Ильмень по Ладоге и Неве в Ленинград. В мае катера Ильменского отряда были по железной дороге переброшены на Чудское озеро. Вскоре дивизион катеров Аржавкина преобразовали в бригаду речных кораблей. Перед бригадой была поставлена задача помочь войскам изгнать противника из северной и западной частей озера и с острова Пийрисар — ключевого пункта на пути из Чудского в Псковское озеро. С июня 1944 года катера бригады начали дозорную службу и активно действовали на коммуникациях противника. В первом же бою с 4 катерами противника 2 катера моряки потопили и взяли пленных. Пленные сообщили, что на Псковском и Чудском озерах немцы имели до 20 быстроходных десантных барж, 6 бронекатеров, свыше 30 быстроходных катеров, катерных тральщиков и десятки более мелких судов. С 18 августа по 14 ноября 1944 года бригада действовала совместно с войсками Ленинградского фронта, имея главную базу в Гдове.

В книге «Боевой путь Советского Военно-Морского Флота» сказано: «В период подготовки Таллинской наступательной операции 25-я отдельная бригада речных кораблей, которой командовал А. Ф. Аржавкин, усиленная переправочными средствами инженерных войск фронта, скрытно перевезла через пролив между Чудским и Псковским озерами более 100 тыс. солдат и офицеров, свыше 1 тыс. орудий, до 4 тыс. автомобилей и много других грузов 2-й ударной армии. Оперативная группировка сил и средств армии явилась основным из главных условий успешного проведения наступательной операции по освобождению Эстонии».

23 августа 1944 года Приказом командующего Краснознаменным Балтийским флотом адмирала Трибуца № 98 за две операции по высадке десанта, командир бригады речных кораблей на Чудском озере капитан 3 ранга Аржавкин награждён орденом Нахимова II степени.
5 октября 1944 года Приказом командующего Ленинградским фронтом генерала армии Говорова № 01408 командир бригады речных кораблей на Чудском озере капитан 2 ранга Аржавкин награждён орденом Красного Знамени.
Далее Аржавкин служил на Дунайской флотилии в то время, когда корабли флотилии помогали советским войскам освобождать страны Европы.
С ноября 1944 года Аржавкин являлся командиром 2-й бригады речных кораблей. Имя капитана 2-го ранга Аржавкина трижды упоминали в приказах, которыми Верховное главнокомандование объявляло благодарность отличившимся морякам.
В ходе Будапештской операции 2-я бригада речных кораблей капитана 2-го ранга Аржавкина была оставлена в районе Нови-Сада для поддержки 68-го стрелкового корпуса 57-й армии в междуречье Савы и Дуная. В оперативное подчинение бригады были переданы батальон 83-й отдельной морской стрелковой бригады, рота морской пехоты и 122-мм батарея. 24 ноября 1944 года Дунайская флотилия получила от командования 3-го Украинского фронта задачу способствовать наступлению 4-й и 57-й армий высадками десантов, артиллерийской поддержкой. Морякам следовало обеспечивать оперативные переправы и продольные перевозки войск на Дунае. 2-й бригаде речных кораблей капитана 2-го ранга Аржавкина предстояло поддержать наступление дивизий 68-го стрелкового корпуса, 1-го гвардейского укрепленного района и частей Народно-освободительной армии Югославии с рубежа Коменица — Рума на Осиек, ликвидировать прибрежные опорные пункты Илок, Сотин, Опатовац, Вуковар. Наступавшие должны были соединиться с 57-й армией севернее устья Дравы.
С 1 по 9 декабря войска 68-го стрелкового корпуса наступали на Вуковарском направлении при поддержке артиллерии 2-й бригады речных кораблей. Так как 3 дня войска не смогли прорвать оборону противника, 2-й бригаде была поставлена задача: высадить десанты в Илок и Опатовац, чтобы дезорганизовать приречную оборону противника и отвлечь часть сил неприятеля. Командовать высадкой назначили Аржавкина. По плану передовой отряд (305-й отдельный батальон морской пехоты) и 2-й эшелон следовало доставить 9-ти бронекатерам, огневую поддержку должны были осуществить 5 минометных катеров и береговая артиллерия. Так как 2-я бригада уже с ноября готовила войска к высадке, времени на подготовку почти не потребовалось. Вечером 3 декабря войска были посажены на катера и направились к цели. Чтобы отвлечь внимание врага и заглушить шум моторов, неприятельские позиции обстреляла береговая артиллерия. Утром 4 декабря десантники высадились в Опатовац и Илок, так как наступление 68-го стрелкового корпуса задержалось на 6 часов, десанту пришлось выдержать контрудар и одновременно расширять плацдарм. Так как германское командование организовало оборону на подступах к Вуковару и задержало наступление сухопутных войск, командующий 3-м Украинским фронтом поставил Дунайской флотилии задачу высадить десант в Вуковаре. Командующий флотилией контр-адмирал Горшков поручил эту задачу Аржавкину. В ночь на 8 декабря 2-й бригаде при поддержке береговой артиллерии следовало высадить те же войска, что и в Опатовац. Бронекатер и 5 минометных катеров составляли отряд артиллерийской поддержки. Командир бригады для удобства руководства операцией расположил свой вспомогательный пункт управления вблизи района высадки. В ночь на 8 декабря при поддержке береговой артиллерии десант был высажен выше Вуковара. Появление полутора тысяч десантников с артиллерией вблизи узла дорог оказалось внезапным для противника. Доставка 2-го эшелона уже была встречена огнём. Корабли подавили сопротивление. Но войска 68-го стрелкового корпуса не смогли прорвать оборону неприятеля, и десантникам пришлось 3 дня вести бои в обороне. 9 декабря противник, сосредоточив группы танков и пехоты на флангах, пытался отрезать десант от реки и разгромить. Однако Аржавкин направил на фланги 9 бронекатеров и 4 минометных катера. 2 катера погибли, но моряки позволили десантникам удержать небольшой плацдарм. Так как к вечеру стало ясно, что сухопутные войска не в силах прорваться к Вуковару, в ночь на 10 декабря 5 бронекатеров и 4 минометных катера 2-й бригады речных кораблей под обстрелом вывезли 988 десантников. Эта операция была названа Опатовацкий десант и Вуковарский десант.
За участие в этой операции Приказом командующего 3-го Украинского фронта Маршала Советского Союза Толбухина № 063 от 22 февраля 1945 года командир 2-й Сулинской бригады речных кораблей капитан 2 ранга Аржавкин награждён вторым орденом Красного Знамени.
Наступление на Будапештском направлении возобновилось 20 декабря 1944 года. Дунайской флотилии, которой с 12 декабря командовал контр-адмирал Холостяков, предстояло огнём поддерживать наступающие войска. В то время как 1-я бригада речных кораблей обеспечивала наступление на Будапешт, 2-я бригада вела бои в районе Вуковара. 12 декабря командование бригады и 68-го стрелкового корпуса разработало план совместных действий. По решению Аржавкина 6 бронекатеров и 2 минометных катера составили отряд артиллерийской поддержки; в позициях войск развернули корректировочные посты. С 14 по 18 декабря бригада поддерживала войска, пытавшиеся взять Сотин. Так как 19 декабря 68-й стрелковый корпус был выведен на другой участок фронта, командованию бригады пришлось налаживать отношения с командованием войск 1-й болгарской армии, прибывшей на смену. Корабли флотилии перевезли болгарские войска на плацдарм. Был разработан совместный план действий против Сотина и других прибрежных пунктов. Аржавкин выделил отряд артподдержки из 7 бронекатеров и 3 минометных катеров. При поддержке артиллерии кораблей и береговых батарей болгарские войска начали наступление. Но противник сам переходил в контратаки, которые отбивали с помощью моряков. Бои продолжались до 29 декабря, после чего советские и болгарские войска на подступах к Будапешту перешли к обороне.
1945 год
В январе им пришлось выдержать мощные удары неприятельских войск, которым удалось прорваться к Дунаю. Советские войска на правом берегу реки оказались в сложном положении, ибо за одну ночь ледоходом были снесены мосты. В этой ситуации переправу пришлось взять на себя Дунайской флотилии. 2-я бригада отвечала за переправу в районе Илок, Опатовац и 6 бронекатеров выделила в поддержку 1-й бригаде траления. Несмотря на сложную ледовую обстановку, моряки успешно перевозили войска и грузы через Дунай. В середине февраля будапештская группировка противника была разгромлена и советские войска начали подготовку к наступлению на Вену. Противник также готовился к боям. Чтобы не допустить свободного движения Дунайской флотилии по реке, немцы заминировали Дунай, взорвали Естергомский мост и сосредоточили речную флотилию у Братиславы. Братиславско-Венское направление стало основным для флотилии. На этом направлении Холостяков сосредоточил главные силы, оставив часть кораблей на Вуковарском направлении. 1-я и 2-я бригады речных кораблей принимали активное участие в борьбе за Естергом, который был взят 21 марта 1945 года. Корабли 2-й бригады обстреливали переправы противника через Дунай на участке Естергом — Шютте с позиции у левого берега и с ходу, когда прорывались вверх по реке. В приказе Верховного главнокомандования от 25 марта 1945 года по случаю разгрома противника под Естергомом и Татом среди отличившихся указаны и моряки Аржавкина.
При дальнейшем наступлении вдоль Дуная Аржавкин руководил высадкой батальона морской пехоты на левый берег Дуная. Он располагал 15 бронекатерами 1-й и 2-й бригад речных кораблей и 2 катерами-тральщиками. При поддержке 4 минометных катеров, береговой артиллерии и авиации отряд высадки в ночь на 28 марта 1945 года прорвался мимо Естергомского моста и вышел в район переправы. Правда, из-за того, что командование 59-й гвардейской стрелковой дивизии не было оповещено о прорыве, оба катера-тральщика потопила своя артиллерия, а бронекатера получили повреждения. Накануне высадки Аржавкин пригласил командиров для согласования действий. 9 бронекатеров приняли батальон морской пехоты, который после огневой подготовки береговых батарей, катеров артиллерийской поддержки и ударов с воздуха направился к цели. Несмотря на огонь противника, батальон был высажен. Часть катеров оставили для поддержки. Остальные занялись переброской основных частей 83-й отдельной бригады морской пехоты. Десант ослабил сопротивление противника и позволил советским войскам к 24-00 28 марта продвинуться по левому берегу на 25 километров. В дальнейшем моряки 2-й бригады с 30 марта по 4 апреля переправили с левого берега Дуная на правый 7537 солдат и офицеров, 124 орудия и миномета, 128 автомашин, другие грузы, что способствовало наступлению на Братиславу. 30 марта отряд бронекатеров высадил десант в Комарно. В ночь на 4 апреля корабли бригады огнём поддерживали штурм Братиславы. В приказах Верховного главнокомандования от 30 марта и 4 апреля наряду с другими отличившимися в боях за Комарно и Братиславу были упомянуты моряки капитана 2-го ранга Аржавкина, награждённого за эти бои орденом Ушакова II степени.
2-й бригаде речных кораблей и её 1-му дивизиону присвоили почетное наименование Братиславские. Национальный комитет Братиславы присвоил звание почетных граждан города группе моряков, в том числе и Аржавкину.
6 апреля 1945 года 2-я бригада речных кораблей получила указание обеспечить форсирование Дуная 46-й армией и оказать содействие его наступлению по левому берегу реки, в оперативное подчинение Аржавкину поступили корабли 1-й бригады, действующие на Венском направлении. Холостяков указал капитану 2-го ранга развернуть командный пункт в окрестностях Вены. Утром 7 апреля корабли Аржавкина начали переправу войск через Дунай. Располагая 9 бронекатерами и 12 минометными катерами, Аржавкин часть сил выдвинул на фланги для поддержки наступающих войск. Несмотря на атаки с воздуха, моряки успешно выполнили задачу по переправе войск. С 6 по 14 апреля флотилия перевезла более 100 тысяч бойцов 46-й армии с их вооружением. Аржавкину поручили также высадку десанта южнее Орта с целью захвата узла дорог в тылу противника. Так как переправа продолжалась, капитан 2-го ранга Аржавкин сформировал десантный отряд из 4 бронекатеров и 3 минометных катеров при поддержке береговой артиллерии. В ночь на 8 апреля десант был высажен. Его действия помогли взломать оборону противника и продвинуться к Вене. Моряки участвовали в боях за столицу Австрии. В частности, когда 9 и 10 апреля не удалось взять мост через Дунай, Аржавкин предложил высадить десант сразу на два берега реки и захватить мост. Чтобы пройти по фарватеру, на котором препятствиями являлись обломки другого моста и затопленные суда, Аржавкин решил провести высадку днем 11 апреля при поддержке сухопутной артиллерии. Были сформированы: десантный отряд и отряд прикрытия (5 бронекатеров), отряд кораблей артиллерийской поддержки (8 минных катеров). Десант составила усиленная рота. 10 апреля были подготовлены документы на высадку. Аржавкин согласовал с командиром 80-й гвардейской стрелковой дивизии полковником Чижовым совместные действия. Морякам и десантникам разъяснили обстановку и задачи десанта. Днем 11 апреля десантники под огнём высадились у концов моста, перерезали провода к зарядам и предотвратили взрыв, после чего двое суток удерживали единственную переправу. Катера далее участвовали в борьбе за Вену. 13 апреля была разгромлена венская группировка противника, 14—15 апреля — группировка войск, пытавшихся уйти из Вены. Действия моряков флотилии отметили приказы Верховного главнокомандования. За боевые успехи на Венском направлении 2-я ордена Ушакова бригада речных кораблей получила орден Красного Знамени.
После боев за Вену катера 1-й и 2-й бригад речных кораблей были направлены на боевое траление участка Дуная от Комарно до Вены, их использовали для буксировки трал барж. Инспекция Главного штаба ВМФ летом 1945 года отметила высокий уровень работы штаба флотилии.
Участвовал в Параде Победы в Москве 24 июня 1945 года.
28 июня 1945 года Указом Президиума Верховного Совета СССР капитан 2 ранга Аржавкин награждён орденом Нахимова I степени.

Историк Дунайской флотилии Локтионов отмечал в выводах о действиях моряков в Венской операции: «Командующий флотилией контр-адмирал Г. Н. Холостяков, командиры 1-й и 2-й бригад речных кораблей капитаны 2-го ранга П. И. Державин и А. Ф. Аржавкин своевременно и с оперативным предвидением реагировали на создававшуюся обстановку и её изменения, вовремя предлагали командованию сухопутных войск наиболее рациональные способы решения задач силами флотилии в интересах развития наступления армий, корпусов и дивизий, наносивших удары на приречных флангах».

### Послевоенное время
После войны Аржавкин командовал той же 2-й бригадой речных кораблей, с мая 1947 по апрель 1949 года — 1-й бригадой.
В апреле-ноябре 1949 года моряк был начальником штаба Дунайской военной флотилией, а затем до декабря 1950 года — командующим Днепровской военной флотилией.
27 января 1951 года Аржавкину присвоено воинское звание контр-адмирал.
В 1951 году он окончил основной факультет Военно-морской академии имени К. Е. Ворошилова.
В мае 1951 — феврале 1953 года Аржавкин командовал Учебным отрядом кораблей ВМС.
С февраля 1953 по март 1956 года был помощником командующего Северным флотом по строевой части.

Из представления 1953 года можно видеть, что тот «…характеризуется как инициативный, грамотный морской офицер. Лично дисциплинирован, энергичен и смел… В сложной обстановке не теряется, умеет принять правильное решение и настойчиво провести его в жизнь, ответственности за принятое решение не боится. К подчиненным требователен и справедлив. Работоспособен, располагает хорошими организаторскими способностями…».

С марта 1956 по август 1958 года Аржавкин был командиром 17-го объединенного Учебного отряда (УО), затем до января 1959 года — командиром 30-го УО авиации ВМФ, служил заместителем командующего по тылу — начальником тыла Ленинградской военно-морской базы (январь 1951 — декабрь 1960 года) и заместителем командира Ленинградской ВМБ по тылу — начальником тыла (декабрь 1960 — сентябрь 1965 года).
16 сентября 1965 года Аржавкин скончался в Ленинграде.
Некрологи были помещены в газетах «Красная звезда» и «Советский моряк» от 18 сентября 1965 года.
Похоронили Александра Федоровича на Серафимовском кладбище Ленинграда (Санкт-Петербурга).

## Награды

### СССР
- три ордена Красного Знамени (05.10.1944, 22.02.1945, 1953)
- орден Нахимова I степени № 46 (28.06.1945)
- орден Ушакова II степени № 249 (1945)
- орден Нахимова II степени № 37 (23.08.1944)
- орден Александра Невского (28.01.1944)
- орден Отечественной войны I степени (13.08.1943)
- два ордена Красной звезды (29.01.1943, 1947)
  - Медали СССР:
  - «За боевые заслуги» (03.11.1944)
  - «За оборону Сталинграда»
  - «За Победу над Германией в Великой Отечественной войне 1941—1945 гг.»
  - «Двадцать лет Победы в Великой Отечественной войне 1941—1945 гг.»
  - «За взятие Будапешта»
  - «За взятие Вены»
  - «30 лет Советской Армии и Флота»
  - «40 лет Вооруженных Сил СССР»
  - «В память 250-летия Ленинграда»

Приказы (благодарности) Верховного Главнокомандующего, в которых отмечен Аржавкин А. Ф.
- За прорыв сильной обороны немцев в горах Вэртэшхедьшэг, западнее Будапешта, и овладение городами Естергом, Несмей, Фельше-Галла, Тата. 25 марта 1945 года. № 308
- За форсирование рек Грон, Нитра, прорыв обороны противника по западным берегам этих рек и овладение городами Комарно, Нове-Замки, Шураны, Комьятице, Врабле — сильными опорными пунктами обороны немцев на братиславском направлении. 30 марта 1945 года. № 318
- За овладение важным промышленным центром и главным городом Словакии Братислава — крупным узлом путей сообщения и мощным опорным пунктом обороны немцев на Дунае. 4 апреля 1945 года. № 330

### Иностранные награды
- Орден «За храбрость» (Югославия)
- орден «За заслуги перед народом» I степени (Югославия)
- Орден «Красное Знамя» (ВНР)
- Медаль «За храбрость перед врагом» (ЧССР)

## Почётный гражданин
Почетный гражданин города Братиславы (1946)

## Память
Именем Аржавкина названо сухогрузное судно.